# ادی ترنبول
ادی ترنبول (انگلیسی: Eddie Turnbull; ۱۲ آوریل ۱۹۲۳ – ۳۰ آوریل ۲۰۱۱) بازیکن و مربی فوتبال اهل اسکاتلند بود.
از باشگاه‌هایی که در آن بازی کرده‌است می‌توان به باشگاه فوتبال هیبرنین  اشاره کرد.
وی همچنین در تیم ملی فوتبال اسکاتلند بازی کرده‌است.